# Longhua-Tempel (Yao’an)
Koordinaten: 25° 35′ 25,6″ N, 101° 11′ 20″ O
Der Longhua-Tempel (chinesisch 龙华寺, Pinyin Lónghuá sì, englisch Longhua Temple) oder Huofo-Tempel (chinesisch 活佛寺, Pinyin Huófó sì, englisch Living Buddha Temple – „Tempel des Lebenden Buddha“) in der Großgemeinde Guanglu am Fuß des Westberges (Xi Shan) im Kreis Yao’an des Autonomen Bezirks Chuxiong der Yi der chinesischen Provinz Yunnan ist ein buddhistischer Tempel aus der Tianyou-Ära (904–907) am Ende der Tang-Dynastie. Am 9. Juli 2009 wurde seine Haupthalle bei einem Erdbeben der Stärke 6,0 beschädigt.
Der Longhua-Tempel steht seit 2006 auf der Liste der Denkmäler der Volksrepublik China (6-750).

## Weblink
- Erdbeben in der Provinz Yunnan im Südwesten Chinas